# Unión Esportiva Cornellà
Unión Esportiva Cornellà (em catalão, Unió Esportiva Cornellà) é um clube de futebol espanhol da cidade de Cornellà de Llobregat, na Catalunha. Atualmente disputa a Segunda División B (terceira divisão).

## História
Fundado em abril de 1951 após a fusão de 2 clubes locais (Club Atlético Padró and Academia Junyent), disputou apenas campeonatos regionais da Catalunha entre 1953 e 1999, quando conquistou pela primeira vez o acesso à Tercera División (quarta divisão nacional), caindo novamente à Primeira Catalã em 2001–02 e voltando à Tercera División na temporada seguinte.
Jogou 6 edições consecutivas da quarta divisão até 2013–14, obtendo o acesso à Segunda División B, onde permanece desde então. Na Copa del Rey, seu melhor desempenho foi na primeira edição que disputou, chegando até a fase 32-avos de final - foi eliminado pelo Real Madrid, que usou times mistos nos 2 jogos, por 9 a 1 no placar agregado (4 a 1 na primeira partida e 5 a 0 na segunda).
Na edição de 2020–21, o Cornellà surpreendeu ao eliminar o tradicional Atlético de Madrid por 1 a 0, caindo na fase seguinte para o Barcelona (que mandou um time reserva) apenas na prorrogação

## Estádio
O Cornellà utiliza o Nou Camp Municipal, que possui capacidade para receber 1.500 torcedores, para mando de seus jogos.

## Elenco
31 de março de 2021
Nota: Bandeiras indicam equipe nacional, conforme definido pelas regras de elegibilidade da FIFA. Os jogadores podem ter mais de uma nacionalidade não-FIFA.
| N.º |         | Posição | Jogador                                       |
| --- | ------- | ------- | --------------------------------------------- |
| 1   | Espanha | G       | Ramón Juan                                    |
| 2   | Espanha | D       | Albert Estellés                               |
| 3   | Espanha | D       | Rulo Prieto                                   |
| 4   | Espanha | M       | Albert Dorca                                  |
| 5   | Espanha | D       | Adrián Jiménez                                |
| 6   | Espanha | M       | Kevin Presa                                   |
| 7   | Espanha | M       | Eloy Gila (capitão)                           |
| 8   | Espanha | M       | Max Marcet                                    |
| 9   | Espanha | A       | Christian Borrego                             |
| 10  | Espanha | M       | Álex Serrano                                  |
| 11  | Espanha | D       | Iván Guzmán (emprestado pelo Birmingham City) |
| 12  | Espanha | D       | Carlos García                                 |

| N.º |          | Posição | Jogador                                    |
| --- | -------- | ------- | ------------------------------------------ |
| 13  | Espanha  | G       | Juanma Santaella                           |
| 14  | Espanha  | M       | Alex Pla                                   |
| 15  | Espanha  | M       | David Sánchez                              |
| 16  | Camarões | D       | Lucien Owona                               |
| 17  | Espanha  | M       | Pablo Fernández                            |
| 18  | Espanha  | D       | Pol Moreno                                 |
| 19  | Espanha  | D       | Borja García                               |
| 20  | Espanha  | M       | Agus Medina (on loan from Birmingham City) |
| 21  | Espanha  | A       | Javier Ontiveros                           |
| 22  | Espanha  | A       | Victor Fernández                           |
| -   | Espanha  | A       | Cristian Lobato                            |